# Emboscada final
Emboscada final (en inglés, The Highwaymen) es una película policíaca estadounidense del 2019, dirigida por John Lee Hancock y escrita por John Fusco. La historia sigue a Frank Hamer y Maney Gault, dos Rangers de Texas que intentan localizar y aprehender a los criminales Bonnie y Clyde en la década de 1930. 
Kevin Costner (Frank Hamer), Woody Harrelson (Maney Gault), Kathy Bates, John Carroll Lynch, Kim Dickens, Thomas Mann y William Sadler protagonizan la cinta. 
La película había estado en desarrollo durante muchos años, el productor Casey Silver estaba interesado en el proyecto desde el 2005. Originalmente planeada por Fusco como un posible proyecto de Paul Newman y Robert Redford, la película comenzó a desarrollarse en Universal Pictures, pero nunca llegó a concretarse. En febrero del 2018, se informó que Netflix había adquirido los derechos de la película y que Costner y Harrelson la protagonizarían. La filmación tuvo lugar ese mismo mes, en marzo, filmando en Luisiana y en varios sitios históricos; entre ellos, la carretera donde fueron acribillados Bonnie y Clyde. 
The Highwaymen comenzó con un estreno limitado en Estados Unidos, el 15 de marzo del 2019, y se lanzó digitalmente el 29 de marzo del mismo año, en Netflix.

## Sinopsis
En 1934, después de dos años huyendo como ladrones y asesinos, los criminales Bonnie y Clyde sacan a varios asociados de la Granja de Prisiones Eastham en Texas. En respuesta, el Jefe del Departamento de Correcciones de Texas, Lee Simmons, persuade a la Gobernadora "Ma" Ferguson para que contrate al ex Guardabosques de Texas Frank Hamer para localizar a los delincuentes independientes de la Oficina de Investigación (FBI). Ferguson y su personal son escépticos, habiendo disuelto a los Rangers por unidades más avanzadas, pero a regañadientes permite que Simmons siga adelante. Hamer inicialmente duda debido a su familia, pero tanto él como su esposa aceptan después de enterarse de un tiroteo devastador en Missouri involucrando a la infame pareja. El exsocio de Hamer, Benjamin Maney Gault, se une a Hamer después de un largo período de estar desempleado y vivir en apuros.
El FBI ha estado haciendo escuchas telefónicas a las familias de los fugitivos por un tiempo. Hamer y Gault obtienen acceso a los archivos y concluyen que probablemente se dirijan a Dallas . Allí ven a un hombre tirar una botella en la casa de la madre de Bonnie y luego un niño recogiéndola. Sospechoso, lo persiguen pero el niño escapa. Los agentes del FBI llegan, diciéndoles que se cree que Clyde está en Brownsville y alentando a los Rangers a que se mantengan fuera de la operación.
Los Rangers ignoran al FBI y se encuentran con el Sheriff de Dallas "Smoot" Schmid, quien les presenta al Diputado Sheriff Ted Hinton , un amigo de la infancia de Bonnie y Clyde que puede identificarlos a la vista, pero Hamer y Gault están preocupados por las vacilaciones anteriores de Hinton para disparar. en la pareja Al día siguiente, se enteran de un doble asesinato policial cometido por Bonnie y Clyde cerca de Grapevine . Investigando el sitio con Hinton, Hamer está horrorizado por la brutalidad de la pareja y se lo enfatiza a Hinton. También encuentran que Bonnie fue acompañada por un conejo blanco. Hinton les dice que es probable que sea un regalo para un miembro de la familia.
Dejando a Hinton atrás, se mudan a Oklahoma. Desde un empleado de la estación de servicio que simpatiza con los delincuentes, descubren que la pandilla buscada se dirige a un campamento de migrantes. Una vez allí, los dos aprenden de una chica local que la pandilla estaba allí e investigan el campamento de los criminales. Continuando con su persecución, los Rangers escuchan en la radio de otros dos policías asesinados. Se dirigen al sitio, pero como están fuera de su autoridad, el FBI y la policía local les impiden ingresar. Frustrados, los Rangers continúan hasta Coffeyville, Kansas, creyendo que la pandilla Barrow se detendrá allí por suministros. Ponen los ojos en Bonnie y Clyde y los persiguen, pero se ven obstaculizados por las multitudes que animan a los criminales. Al ponerse al día fuera de la ciudad, intercambian breves disparos, pero la pandilla evade a los Rangers.
Al intentar seguir su rastro al día siguiente, a Hamer le dicen que Clyde desayunó en Amarillo y regresó a Dallas para descubrir que el conejo blanco había sido entregado a la familia de Bonnie. Hamer visita a Henry Barrow, el padre de Clyde, quien entre lágrimas le pide que "termine" con su familia, sabiendo que su hijo nunca sería tomado vivo. Hamer sigue un plan de Gault para que Simmons no tenga un prisionero, Wade McNabb, asociado con la pandilla, con la esperanza de sacarlos. Mientras Hamer interroga a McNabb en un bar, Gault es asaltado por tres delincuentes que ayudan a la pandilla, pero los derrota. Al enterarse de que Bonnie se va a encontrar con un peluquero al día siguiente, los Vigilantes vigilan la casa de Bonnie, donde presencian a un hombre arrojando una botella a la casa y al mismo niño que la recupera y lo persigue.
Se ponen al día y encuentran un mensaje de la pandilla de que se dirigen a otro lugar. Al visitar la casa de McNabb para obtener más información, los Rangers descubren su cadáver, salvajemente golpeado hasta la muerte con un bate. Gault cree que la muerte de McNabb es su culpa, mientras que Hamer trata de disuadirlo, lo que lleva a una discusión. Se reconcilian y continúan. Al analizar los movimientos de sus adversarios y creer que "los forajidos siempre se van a casa", Hamer y Gault predicen que se dirigen a Luisiana , a la casa del padre del miembro de la pandilla Henry Methvin, Ivy, que vive en la Parroquia de Bienville.
Los dos van a la casa y encuentran evidencia de que los forajidos estaban allí. Uniendo fuerzas con los sheriffs locales después de demostrar que no son corruptos, el grupo acorrala a Ivy, quien les dice, a cambio de la seguridad de su hijo, que la pandilla se espera pronto y que solo hay una forma de ir y venir de su casa. Al grupo se le unen Ted Hinton y el diputado del Sheriff de Dallas, Bob Alcorn. Esa noche, Gault le cuenta al grupo su primer despliegue con Hamer que causó la muerte de un niño de 13 años al que Gault disparó accidentalmente.
Ivy luego llega y les dice que la pandilla vendrá al día siguiente. Preparando una emboscada, Hamer le ordena a Ivy que se una a ellos y finge que su vehículo se ha averiado para detener a la pandilla en el punto de emboscada. Cuando llegan Bonnie y Clyde, se detienen para ayudar a Ivy según lo planeado. Hamer sale y les ordena que levanten la mano. Cuando no cumplen y se preparan para sacar sus propias armas, el grupo los dispara antes de que el dúo tenga alguna posibilidad de escapar.
El automóvil acribillado a balazos es remolcado junto con los cuerpos destrozados de Bonnie y Clyde a Arcadia, Luisiana, donde es presenciado por espectadores histéricos. Al rechazar una oferta de $ 10,000 para una entrevista de Associated Press, Hamer y Gault conducen silenciosamente a casa. En la escena final, Hamer se detiene y finalmente deja que Gault conduzca.

## Reparto
- Kevin Costner como Frank Hamer.
- Woody Harrelson como Maney Gault.
- Kathy Bates como Miriam "Ma" Ferguson.
- John Carroll Lynch como Lee Simmons.
- Kim Dickens como Gladys Hamer.
- Thomas Mann como Ted Hinton.
- William Sadler como Henry Barrow.
- W. Earl Brown como Ivy Methvin.
- Emily Brobst como Bonnie Parker.
- Edward Bossert como Clyde Barrow.

## Producción

### Desarrollo
Alrededor del 2005, el productor Casey Silver comenzó a desarrollar The Highwaymen, un lanzamiento original de John Fusco en el que alguna vez Paul Newman y Robert Redford estuvieron a punto de interpretar a los veteranos Rangers de Texas que pusieron fin a la violenta serie de robos de Bonnie y Clyde. El proyecto había sido un objetivo de largo plazo de Fusco para retratar al Ranger de Texas Frank Hamer a la luz de la historia. Fusco investigó ampliamente en Texas y se hizo amigo del hijo de Hamer, Frank Hamer Jr. Para el 2013, el proyecto estaba en desarrollo en Universal Pictures.
El 21 de junio de 2017, se informó que Netflix estaba en negociaciones para ganarle la producción a Universal Pictures. En el momento del informe, Netflix estaba en conversaciones iniciales con Woody Harrelson y Kevin Costner para los dos papeles principales, y con John Lee Hancock como director. El guion lo escribió John Fusco. Casey Silver, quien había estado desarrollando el proyecto mientras estaba en Universal, se encontraba listo para producir.
El 12 de febrero de 2018, Netflix anunció que la película había entrado en producción. Hancock fue confirmado oficialmente como director, y Harrelson, Costner y Silver fueron confirmados como productores, junto a Michael Malone y Rod Lake.

### Elenco confirmado
Junto con el anuncio de que la película entraría en producción, se confirmó que Costner y Harrelson interpretarían a Frank Hamer y Maney Gault, respectivamente. Además, se anunció que Kathy Bates, John Carroll Lynch, Kim Dickens, Thomas Mann y William Sadler también se habían unido al elenco.

### Locaciones para el rodaje
El rodaje comenzó el 12 de febrero del 2018, en Nueva Orleans, Luisiana, y se esperaba que durara hasta el 10 de abril de ese año. La producción filmó en otros lugares del estado, como Covington, LaPlace, Hammond, Baton Rouge y Donaldsonville. El 21 de febrero del mismo año, la filmación tuvo lugar en Laurel Valley Plantation, en Thibodaux, Luisiana. La producción se trasladó luego a Donaldsonville, Luisiana, donde se realizó el rodaje hasta el 26 de febrero y, para ello, según informes, se cerró una zona del distrito histórico de la ciudad. El 5 de marzo, la filmación transcurrió en la mansión del gobernador de la Antigua Luisiana, en Baton Rouge. Según se informó, la producción provocó el bloqueo de las calles que la rodeaban durante la mayor parte del día.
Del 21 al 25 de marzo del mismo año, el rodaje tuvo lugar en la autopista 154 de Louisiana. Según se supo, la producción estaba representando el asesinato de Bonnie Parker y Clyde Barrow cerca del lugar donde ocurrió el evento real. Para recrear la escena en lo que ahora es una carretera asfaltada de dos carriles, el equipo de filmación plantó árboles a lo largo del camino y agregó tierra para cubrir el asfalto. La filmación tuvo lugar días después, ese mismo mes, en un viejo puente de la Ruta 380, al suroeste de Newcastle, Texas, cruzando el río Brazos. El rodaje concluyó el 29 de marzo del 2018, en Shreveport, Luisiana. La producción tuvo un presupuesto de alrededor de 49 millones de dólares estadounidenses.

## Lanzamiento
La película se estrenó en el Teatro Paramount en Austin, Texas, el 10 de marzo del 2019, durante el festival de cine y música South by Southwest, como parte de la serie de proyecciones "Headliners". Luego, se estrenó en algunos cine el 15 de marzo del 2019, antes de comenzar a transmitirse digitalmente, en Netflix, el día 29 de marzo.